# Трепидо Сотано е Сопрано (Кротоне)
Трепидо Сотано е Сопрано је насеље у Италији у округу Кротоне, региону Калабрија.
Према процени из 2011. у насељу је живело 257 становника. Насеље се налази на надморској висини од 1256 м.